# Javier Botet
Javier Botet López (Ciudad Real, 30 de julio de 1977) es un actor, director de cine e ilustrador español.

## Biografía
Tras vivir hasta los 5 años en su ciudad natal, Ciudad Real, debido al trabajo de su padre, su familia se mudó a Cuenca primero y a Granada después, donde vivió hasta terminar sus estudios de Bellas Artes en el año 2001. En 2002 se mudó a Madrid donde residió hasta el año 2009. 
A los 5 años de edad, se le diagnosticó síndrome de Marfan y fue intervenido quirúrgicamente en Madrid para solucionar su tórax en embudo. Sufrió otra intervención por problemas de espalda cuando tenía 20 años, y más tarde, a los 28, para prevenir problemas aórticos propios de esta enfermedad. Sin embargo, la hiperlaxitud de ciertos tejidos que acarrea este síndrome le dota de unos dedos extremadamente largos y finos, además de una estatura de 2 metros y un peso de 60 kilos, que le confieren un aspecto físico peculiar y diferenciado. Debido a esto, unido a su predisposición a las artes escénicas y su formación en Bellas Artes, se le ofreció una primera oportunidad en el mundo del cine que no desaprovechó: la película de terror Bajo aguas tranquilas (2005) dirigida por Brian Yuzna. Tras esta primera le siguieron otras de gran éxito, como las de la saga REC, y no ha parado de actuar en películas para la gran pantalla hasta la actualidad. Cabe una mención especial a sus actuaciones en multitud de películas de Hollywood, como Mama (2013), The Conjuring 2 (2016), Polaroid (2017), Alien Covenant (2017), It (2017), Slender Man (2018) o It: Chapter two (2019) entre otras, que hacen de Javier Botet el actor español que más películas hollywoodienses tiene en su palmarés. Por otra parte, también ha actuado como actor ocasional en numerosas series de televisión como Planta 25, La que se avecina, Génesis, Los hombres de Paco o Plutón B.R.B. Nero entre otras.
En 2010 Botet encarnó uno de los papeles de Frankenstein en la adaptación teatral titulada Frankenstein o el moderno Prometeo (representación en la que dos actores interpretaron al mismo monstruo), dirigida por Gustavo Tambascio, en la que compartió el cartel con actores como Raúl Peña o Eduardo Casanova. La obra se representó en los Teatros del Canal, en la Comunidad de Madrid. Otra billante actuación fue cuando interpretó a la inquietante “Mamá” de la exitosa película Mamá, producida por Guillermo del Toro y estrenada en 2013.

## Trayectoria artística

### Películas
- Bajo aguas tranquilas de Brian Yuzna (2005). Humanoide.[2]
- Su majestad Minor de Jean-Jacques Annaud (2006). Abrak.
- REC de Jaume Balagueró y Paco Plaza (2007). Niña Medeiros.
- Sexykiller, morirás por ella de Miguel Martí (2008). Zombi.
- REC 2 de Jaume Balagueró y Paco Plaza (2009). Niña Medeiros.
- Xtramboli de José Ramón da Cruz (2009).
- Balada triste de trompeta de Álex de la Iglesia (2010). Preso enloquecido.
- Diamond flash de Carlos Vermut (2011). Hombre gracioso.
- La chispa de la vida de Álex de la Iglesia (2011). Indigente.
- REC 3: Génesis de Paco Plaza (2012). Niña Medeiros.
- Mamá de Andrés Muschietti (2013). Mamá.
- Al final todos mueren de Varios directores (2013). J.
- Las brujas de Zugarramurdi de Álex de la Iglesia (2013). Luismi.
- REC 4: Apocalipsis de Jaume Balagueró (2014). Niña Medeiros.
- Magical Girl de Carlos Vermut (2014). Pepo.
- La cumbre escarlata de Guillermo del Toro (2015). Enola / Margaret / Pamela.
- El renacido de Alejandro González Iñárritu (2015). Personaje de pesadilla.
- The Other Side of the Door de Johannes Roberts (2016). Myrtu.
- Ikea 2 (2016). Enfermero.
- The Conjuring 2 de James Wan (2016). Hombre torcido.
- Don't Knock Twice (2016) como la bruja rusa.
- La momia (2017) como Set.
- Polaroid (2017).
- El guardián invisible (2017) como Basajaun.
- Alien: Covenant de Ridley Scott (2017). Xenomorfo.[3]
- It de Andrés Muschietti (2017). El leproso / It.[4][5]
- Insidious: The Last Key (2018). KeyFace.
- Slender Man (2018). Slender Man.
- MARA (2019).
- Historias de miedo para contar en la oscuridad (2019)
- It: Capítulo dos de Andrés Muschietti (2019). El leproso / La bruja.
- Amigo de Óscar Martín (2019).
- Ventajas de viajar en tren de Aritz Moreno (2019).
- La Reina de los Lagartos de Burning Percebes (2020).
- Malasaña 32 de Albert Pintó (2020)
- Voces de Ángel Gómez Hernández (2020)
- Camera Café: la película de Ernesto Sevilla (2022)
- Traición Santa de Álex de la Iglesia (2023)
- The Last Voyage of the Demeter de André Øvredal (2023) Conde Drácula
- El hombre del saco de Ángel Gómez Hernández (2023)

### Cortometrajes
- Burocracia (2010). Magnicida
- Anorexia (2010). La anorexia.
- Cena para dos (2010). Ezequiel.
- Estrella de amor (2010).
- Las piedras no aburre (2010). Hombre.
- Crisis (2011). Ricardo
- Bonsai (2011).
- Y la muerte lo seguía (2011). El manco.
- Stracomb. Tope de fuerte (2012). Bulbasur.
- Sheeple (2012).
- Efectos de webcam divertidos (2012). Amigo.
- Marioneta ciega (2013). Peter Pan.
- Magical Boy (2015). Alicia.
- Behind (2016). Samuel.
- Señora (2016).
- Hidden Devil (2017). Rey Välak.

### Series de televisión
- Génesis, en la mente del asesino (2006). Episodio "En la oscuridad", como Marcos.
- Los hombres de Paco (2007). 1 episodio, como Nosferatun.
- Planta 25 (2008). 5 episodios, como Secuestrador/Tipo 1.
- La que se avecina (2008). Episodio : "Un pique, un show y un cuenco tibetano", como El patillas.
- El internado (2009). 2 episodios.
- Plutón B.R.B. Nero (2009). 3 episodios, como Alienígena 1, Asistente del Emperador y Emperador.
- Cuéntame cómo pasó (2010). 1 episodio, como Cliente caco.
- Museo Coconut (2011). Episodio "Yo no quería ESTO", como Crístofer Navaldiano.
- Cuarto milenio (2012). Invitado.
- Segunda clase (2013). Miniserie.
- El fin de la comedia (2014).[6]
- La peste (2018). Criatura misteriosa.[7]
- Capítulo 0 (2018). 4 Episodios[8]
- Star Trek: Discovery (2019) Episodio "The Sounds of Thunder", como Ba'ul[9]
- Justo antes de Cristo (2019). Episodio 2
- Game of Thrones (2019). Episodio "The Long Night".
- Diarios de la cuarentena (2020)
- El Vecino (2021)
- Luimelia (2021)
- Dos años y un día (2022)
- 30 Monedas Episodio 1, 2ª Temporada (2023)

### Videoclips
- Frente a frente de Enrique Bunbury (2010).
- Tic Tac de Sôber (2011)
- Sex Me de Útero (2011)
- Desfachatez de Fangoria (2013)
- Cuidado con El Cyborg de Ojete Calor (2013)
- Siempre yo de Humor Vítreo (2014)
- Gabriel de Dark Moor (2015)
- El Pozo de Izal (2018)

### Teatro
- Frankenstein o el moderno Prometeo (2010)

### Programas de televisión
- El hormiguero, es el actor que interpreta a la criatura Gresky (2018)

### Webseries
- Departamento Cosas (2025)

### Videojuegos
- Malditos Vírgenes (2015)

## Dirección
- Estrella de amor (2010), Corto.
- Al final todos mueren (2013), Largometraje. Dirigido junto con Roberto Pérez Toledo, David Galán Galindo y Pablo Vara.